# Somatidia simplex
Somatidia simplex är en skalbaggsart som beskrevs av Thomas Broun 1893. Somatidia simplex ingår i släktet Somatidia och familjen långhorningar. Inga underarter finns listade i Catalogue of Life.